# Văduva neagră (film)

Afișul original al filmului

Văduva neagră (titlu original în engleză Black Widow) este un film thriller american din 1987, regizat de Bob Rafelson, cu Debra Winger, Theresa Russell, Sami Frey și Nicol Williamson în rolurile principale.

## Acțiune
Catherine Petersen se căsăstorește cu un om bogat care după un timp scurt va deceda. Agenta de  FBI, Alexandra Barnes se ocupă cu investigațiile cazului Petersen. Cu această ocazie va pleca în Hawaii unde înscenează o cunoaștere întâmplătoare a doamnei Petersen. Aceasta are deja  ca partener nou pe Paul Nuytten. Paul o găsește atractivă pe tânăra agentă Barnes. Petersen oferă ca să împartă soțul ei Paul patul conjugal cu Barnes. Paul moare subit, iar Barnes ajunge pe banca acuzaților. Barnes este vizitată în închisoare de Petersen, unde vor discuta despre incident. Discuția dintre cele două femei este de fapt o capcană, în care va cade Petersen, fiind astfel demascată.

## Distribuție
- Debra Winger în rolul lui Alexandra Barnes/Jessie Bates
- Theresa Russell în rolul lui Catherine Petersen/Renee Walker/Margaret McCrory/Marielle Dumers
- Sami Frey în rolul lui Paul Nuytten
- Dennis Hopper în rolul lui Ben Dumers
- Nicol Williamson în rolul lui William McCrory
- Terry O'Quinn în rolul lui Alexandra's boss Bruce
- James Hong în rolul investigatorului privat din Honolulu – H Shin
- Diane Ladd în rolul lui Etta
- D. W. Moffett în rolul lui Michael
- Lois Smith în rolul lui Sara
- Leo Rossi în rolul detectivului de poliție din Seattle –  Ricci
- Rutanya Alda în rolul lui Irene
- Mary Woronov în rolul lui Shelley
- Danny Kamekona în rolul detectivului de poliție din Honolulu